# Schistolais leucopogon
La prinia gorgiblanca (Schistolais leucopogon) es una especie de ave paseriforme de la familia Cisticolidae propia de África central.

## Taxonomía
La prinia gorgiblanca fue descrita científimente en 1875 por el ornitólogo alemán Jean Cabanis, con el nombre binomial de Drymoeca leucopogon. Posteriormente fue traslada al género Schistolais. 
Su nombre específico, leucopogon, es la combinación de los términos griego leukos (blanco) y pōgōn (barba).

## Distribución y hábitat
Se encuentra en África central y la región de los Grandes Lagos de África. Su hábitat natural son los bosques tropicales y las zonas de matorral.